# (1758) Naantali
(1758) Naantali est un astéroïde de la ceinture principale.

## Description
(1758) Naantali est un astéroïde de la ceinture principale. Il fut découvert le 18 février 1942 à Turku par Liisi Oterma. Il présente une orbite caractérisée par un demi-grand axe de 3,01 UA, une excentricité de 0,03 et une inclinaison de 10,8° par rapport à l'écliptique.

## Compléments